# Чумаченко, Татьяна Александровна
Татья́на Алекса́ндровна Чумаче́нко (род. 14 июня 1958, Магнитогорск, Челябинская область, РСФСР, СССР) — российский историк, доктор исторических наук, религиовед, профессор, член-корреспондент РАО (12 октября 2023 года). Ректор Южно-Уральского государственного гуманитарно-педагогического университета в 2017-2023 гг.
Чумаченко занимается изучением отношений государства и Русской православной церкви в XX веке.

## Ранние годы
Родилась 14 июня 1958 года в Магнитогорске. С 9‑го класса посещала археологическую секцию при Дворце пионеров.
В 1982 году окончила исторический факультет Челябинского государственного университета. Специализировалась по археологии — дипломная работа была посвящена Мангупской базилике.
В 1982—1983 годах по распределению работала учителем истории школы № 33 Магнитогорска. Там же преподавала обществознание.
Затем стала работать на кафедре истории КПСС горно-металлургического института, от которой была направлена в целевую аспирантуру МГУ.
В 1994 году окончила аспирантуру при МГУ. В 1994 году защитила в МГУ диссертацию «Советское государство и Русская православная церковь: история взаимоотношений (1940 — первая половина 1950-х гг.)», став кандидатом исторических наук.

## Работа в вузах Челябинска
С 1994 года работала в Челябинском государственном университете: старший преподаватель, доцент кафедры новейшей истории России (1996—2001 годы), заведующий кафедрой этнополитологии и социально-политических процессов субъектов РФ (2001—2003), с 2004 года доцент этой кафедры.
В 2012—2014 годах заведовала кафедрой религиоведения Челябинского государственного университета
С 1997 года также работала доцентом юридического факультета Челябинского государственного университета и Троицкого филиала Челябинского государственного университета.
Читала курсы по отечественной истории, политической истории России, а также авторский курс лекций «Государство и Русская православная церковь в политической истории России. X—XX вв.».
В 2011 году на кафедре истории Российского государства МГУ им. М. В. Ломоносова защитила докторскую диссертацию на тему «Совет по делам Русской православной церкви при СНК (СМ) СССР. 1943—1965 гг.»
В декабре 2017 года Чумаченко была доцентом кафедры политических наук и международных отношений Челябинского государственного университета.

## Общественная деятельность
В 1983—1987 годах была ассистентом кафедры истории КПСС, председателем совета по атеизму при Ленинском райкоме КПСС города Магнитогорска, членом совета по атеизму Магнитогорского горкома КПСС, лектор городского отделения общества «Знание».
С 1997 года была представителем Ассоциации исследователей российского общества в Челябинской области. С 2002 года была председателем регионального отделения «Объединения исследователей религии».
В 2000—2004 года Чумаченко являлась членом координационного совета по связям с религиозными организациями при администрации Челябинска.

## Ректор Южно-Уральского государственного гуманитарно-педагогического университета
В июне 2017 года в Южно-Уральском государственном гуманитарно-педагогическом университете начались выборы ректора, на которые заявились 6 кандидатов (включая действующего ректора Владимира Садырина), которых в сентябре того же года утвердил ученый совет вуза. Однако 3 октября 2017 года учредитель вуза — Министерство образования и науки Российской Федерации — отклонил все кандидатуры.
В декабре 2017 года Чумаченко была назначена исполняющим обязанности ректора Южно-Уральского государственного гуманитарно-педагогического университета.
В 2017—2019 годах Чумаченко исполняла обязанности ректора Южно-Уральского государственного гуманитарно-педагогического университета. В этот период в вузе выборы ректора не проводились. В первой половине 2018 года Рособрнадзор на короткое время приостановил аккредитацию вуза, но вскоре (после устранения нарушений) возобновил аккредитацию.
18 сентября 2019 году Чумаченко на конференции работников и обучающихся была избрана большинством голосов (66 из 100) ректором Южно-Уральского государственного гуманитарно-педагогического университета. Выборы проводились на альтернативной основе: второй кандидат — заместитель проректора по учебной работе Южно-Уральского госуниверситета Марина Потапова — получила 30 голосов.

## Научные труды
Татьяна Чумаченко на протяжении десятилетий занималась исследованием отношений между советской властью и Русской православной церковью (в том числе изучала деятельность Совета по делам Русской православной церкви).

### Монографии
- Чумаченко Т.А. Государство, православная церковь и верующие. 1941-1961 гг.. — М.: АИРО-XX, 1999. — 246 с. — ISBN 5-88735-049-0.
- Одинцов М.И., Чумаченко Т.А. Совет по делам Русской православной церкви при СНК (СМ) СССР и Московская патриархия : эпоха взаимодействия и противостояния. 1943-1965 гг.. — СПб.: Российское объединение исследователей религии, 2013. — 372 с. — ISBN 978-5-91470-054-3.

Сборники документов

- Основные направления социального служения Русской православной церкви / Т. А. Чумаченко, И. Е. Левченко. — Челябинск: Южно-Уральский научный центр Российской академии образования, 2018. — 117 с. — ISBN 978-5-6042146-3-3.
- Основы археологии религии: хрестоматия / И. Е. Левченко, Н. И. Бармина, Т. А. Чумаченко. — Челябинск: Южно-Уральский научный центр Российской академии образования, 2019. — 108 с. — ISBN 978-5-907210-64-6.

### Статьи
- Малюков Е.И., Чумаченко Т.А. Деятельность уполномоченного СДРПЦ при СМ СССР по Челябинской области в период позднего сталинизма. 1948-1953 гг. // Среднерусский вестник общественных наук : журнал. — 2015. — № 5. — С. 238—245.
- Чумаченко Т.А. Отношения Московской патриархии и Восточных патриархатов в контексте эволюции ближневосточной политики советского руководства. 1953-1964 годы // Вестник Челябинского государственного университета : журнал. — 2015. — № 2 (357). — С. 117—122.